# Untouchables
Untouchables es el quinto álbum de estudio de la banda estadounidense de nu metal KoЯn, lanzado el 11 de junio de 2002 por Immortal y Epic Records. El álbum incluye la canción «Here to Stay», que fue ganadora de un Grammy, y debutó en el número dos en el Billboard 200 con 434 000 copias vendidas durante su primera semana. Recibió críticas positivas de los críticos musicales y fue certificado platino el 11 de julio de 2002. Según Nielsen SoundScan hasta el 4 de enero de 2013 el álbum ha vendido más de 2 400 000 copias en los Estados Unidos, y alrededor de 5 millones de copias en todo el mundo.

## Grabación y producción
Korn comenzó escribiendo Untouchables a principios de 2001. La tensión entre los miembros de la banda creció y, en un esfuerzo para aliviar sus tensiones y distracciones, siguieron escribiendo en Scottsdale, Arizona, con la esperanza que el nuevo paisaje les inspirara en escribir canciones. La banda terminó de escribir el álbum y luego regresaron a Los Ángeles, California para comenzar a grabar. La hostilidad entre miembros de la banda todavía estaba allí. Durante el recorrido, los miembros de la banda comenzaron a considerar despedir al bajista Reginald "Fieldy" Arvizu debido a su problema de abuso de drogas, pero finalmente decidieron no hacerlo.
El álbum fue grabado en Conway Studio, en Hollywood, California y en The Village, en Los Ángeles, California. Fue producido por Michael Beinhorn, un especialista del género metal que ya había trabajado con bandas como Red Hot Chili Peppers, Marilyn Manson, Hole, Ozzy Osbourne o Social Distortion, grabado por Frank Filipetti, mezclado por Andy Wallace y masterizado por Howie Weinberg  y contó con los mismos miembros de sus anteriores álbumes de estudio. En la fecha de lanzamiento, 11 de junio de 2002, el sencillo "Here to Stay" fue lanzado por Sony Music Distribution. El álbum fue relanzado el 12 de noviembre de 2002, como un último esfuerzo para rejuvenecer sus ventas, que habían caído poco después de la primera semana del lanzamiento en el Billboard 200. Esta edición limitada incluye diversas ilustraciones y un DVD bonus, que contiene una versión en vivo de "Here to Stay", los videos musicales de "Here to Stay" y "Thoughtless", y una grabación en vivo de "Got the Life". En una entrevista en 2013 con Scuzz, la banda reveló que el costo total de las grabaciones de Untouchables se estima en $750 000 debido a gastos y mantenimiento de su equipo de 15 personas durante los casi dos años que se necesitó para terminarlo.

## Recepción
El álbum vendió más de 434 000 copias en su primera semana, pero no superó las ventas de The Eminem Show de Eminem y llegó al número dos en el Billboard. La banda culpó a la piratería en Internet por la caída de sus ventas en comparación con sus discos anteriores, puesto que una versión del álbum sin terminar había sido filtrada en internet tres meses antes de su fecha de lanzamiento oficial. El álbum recibió comentarios positivos de los críticos y es considerado como uno de los mejores trabajos de Korn.
Considerado un "infaltable" por algunos y una vergüenza para otros, lo cierto de Untouchables es que en él Davis nos muestra nuevos matices de su voz y letras oscuras. Las guitarras están potentemente distorsionadas, esto potenciado por la sobreproducción existente (razón por la cual sólo tocan "Here To Stay", "Thoughtless" y "Alone I Break" en vivo) hacen de este disco un álbum denso y poco digerible en primera instancia, aunque también ayuda positivamente a la atmósfera del disco. MTV apoyó un concurso y un programa especial titulado MTV Treatment en el que fue elegido el fan ganador de dirigir el video de "Alone I Break". Se rodó en la forma de un programa de televisión realidad en la que Jonathan Davis mata a los miembros de la banda.

## Lista de canciones
Todas las canciones escritas y compuestas por KoЯn.

| Listado de canciones de la versión completa |                     |          |  |
| N.º                                         | Título              | Duración |  |
| 1.                                          | «Here to Stay»      | 4:31     |  |
| 2.                                          | «Make Believe»      | 4:37     |  |
| 3.                                          | «Blame»             | 3:51     |  |
| 4.                                          | «Hollow Life»       | 4:09     |  |
| 5.                                          | «Bottled Up Inside» | 4:00     |  |
| 6.                                          | «Thoughtless»       | 4:32     |  |
| 7.                                          | «Hating»            | 5:10     |  |
| 8.                                          | «One More Time»     | 4:39     |  |
| 9.                                          | «Alone I Break»     | 4:16     |  |
| 10.                                         | «Embrace»           | 4:27     |  |
| 11.                                         | «Beat It Upright»   | 4:15     |  |
| 12.                                         | «Wake Up Hate»      | 3:12     |  |
| 13.                                         | «I'm Hiding»        | 3:57     |  |
| 14.                                         | «No One's There»    | 5:05     |  |
| 65:00                                       |                     |          |  |

### Bonus DVD
1. "Here to Stay" (live at Hammerstein)
2. "Here to Stay" (performance version)
3. "Thoughtless" (performance version)
4. "Got the Life" (live at Hammerstein)

## Créditos
- Jonathan Davis - voz.
- Fieldy - bajo.
- Munky - guitarra.
- Head - guitarra.
- David Silveria - batería.

Producción y otros créditos
- Michael Beinhorn - productor.
- Andy Wallace - mixado.
- Howie Weinberg - masterización.

## Posición
| Lista (2002)                                        | Posición |
| --------------------------------------------------- | -------- |
| Alemania (Media Control AG)                         | 1        |
| Australia (ARIA)                                    | 2        |
| Austria (Ö3 Austria Top 40)                         | 2        |
| Bélgica (Ultratop Flanders)                         | 3        |
| Bélgica (Ultratop Wallonia)                         | 5        |
| Canadá (Jam! CANOE)                                 | 3        |
| Dinamarca (Tracklisten)                             | 11       |
| Estados Unidos Billboard 200                        | 2        |
| Estados Unidos (Álbumes de Internet) (Billboard)    | 2        |
| Finlandia (Suomen virallinen lista)                 | 3        |
| Francia (SNEP)                                      | 6        |
| Irlanda (IRMA)                                      | 2        |
| Italia (FIMI)                                       | 3        |
| Noruega (VG-lista)                                  | 8        |
| Nueva Zelanda (RIANZ)                               | 4        |
| Países Bajos (MegaCharts)                           | 13       |
| Polonia (Polish Albums Chart)                       | 8        |
| Reino Unido (Álbumes) (The Official Charts Company) | 4        |
| Suecia (Sverigetopplistan)                          | 7        |
| Suiza (Schweizer Hitparade)                         | 5        |

| Año  | Canción         | US | US Alt. | US Main. | AUS | AUT | CAN | FIN | ALE | IRL | ITA | PB | NOR | SUI | UK |
| ---- | --------------- | -- | ------- | -------- | --- | --- | --- | --- | --- | --- | --- | -- | --- | --- | -- |
| 2002 | "Here to Stay"  | 72 | 4       | 4        | 12  | 44  | 21  | 7   | 35  | 15  | 12  | 58 | 18  | 34  | 12 |
| 2002 | "Thoughtless"   | —  | 11      | 6        | —   | —   | 10  | —   | 74  | 39  | —   | —  | —   | 82  | 37 |
| 2002 | "Alone I Break" | —  | 34      | 19       | —   | —   | —   | —   | —   | —   | —   | —  | —   | —   | —  |